# Gloria Akuffo
Pour les articles homonymes, voir Akuffo.
Gloria Akuffo (née le 31 décembre 1954) est une avocate ghanéenne et l'actuelle ministre de la Justice du Ghana depuis 2017. Elle est une ancienne sous-procureure générale et procureure générale du Ghana. 

## Éducation
Elle est originaire d'Akropong dans la région de l'Est et de Shai-Osudoku (en) dans la région du Grand Accra.
Gloria Akuffo est diplômée en 1979 de l'université du Ghana avec un Bachelor of rtsA (Hons) en droit et science politique. Elle est devenue avocate et avocate à la Cour suprême de justice du Ghana, inscrite à l'Association du barreau du Ghana en 1982. Elle était associée fondatrice d'un cabinet juridique privé, Owusu-Yeboa, Akuffo & Associates, à Accra. Elle était responsable du contentieux chez Blay and Associates.  

## Politique
De 2001 à 2005, Akuffo a été sous-ministre de la Justice et sous-procureur général, la première femme à occuper ces postes. En 2005-2006, elle a été sous-ministre de la Région du Grand Accra. Nommée ministre de l'Aviation en 2008, elle a été conseillère juridique principale dans l'affaire relative à la requête électorale de 2013 devant la Cour suprême du Ghana. Elle est nommée le 21 janvier 2017 ministre de la Justice du Ghana par le Président Nana Akufo-Addo, poste où elle succède à Marietta Brew Appiah-Oppong.

## Campagne pour les élections de 2012
Gloria était un membre clé de l'équipe juridique du Nouveau Parti patriotique lors de la campagne électorale de 2012.  